# De Peellaert
De Peellaert is een eeuwenoude Belgische patriciërsfamilie, waarvan een deel in de adelstand werd verheven. De leden waren in de zestiende en zeventiende eeuw gevestigd in de streek van Veurne en Diksmuide, vanaf begin achttiende eeuw hoofdzakelijk in Brugge en omgeving.
Pierre Peellaert ontving in 1693 wapenvermeerdering. Hij vertrok naar Spanje en zijn familietak stierf uit.
Jean-Charles Peellaert kreeg in 1716 adelsbevestiging, de toestemming voor gebruik van het partikel en de titel van ridder van het Heilig Roomse Rijk. Zijn open brieven werden echter herroepen.
De twee neven Jean-Nicolas de Peellaert en Maximilien de Peellaert ontvingen in 1785 de titel van baron, overdraagbaar op de oudste zoon.

## Genealogie
- Jean de Peellaert († Veurne, 1578)
  - Jean-Adrien de Peellaert († Stuivekenskerke, 1638), schepen van Veurne x Marie Clarebout
    - Jean-Baptiste de Peellaert, trad in Spaanse dienst
    - Pierre de Peellaert, trok naar Spanje

  - Charles de Peellaert (1624-1664), burgemeester van Diksmuide,  x Cornelie Hilfort
    - Jean-Charles Peellaert (1662-1727) x Marie-Jeanne van Overloope (1760)
      - Jean-Louis de Peellaert (1694-1722), algemeen ontvanger, x Thérèss de Bie († 1760)
        - Jean-Nicolas de Peellaert (1734-1792), schepen en burgemeester van het Brugse Vrije x Thérèse Coppieters (1738-1792)
          - Anselme de Peellaert (1764-1817) x Isabelle d'Affaytadi de Ghistelles (1770-1853)
            - Eugène de Peellaert (1790-1873) x Hortense van Hoonacker (1807-1883)
              - Ernest de Peellaert (1829-1897) x Marie-Louise van Male de Ghorain (1844-1936)
              - Eugène de Peellaert (1831-1916) x Mathilde de Maleingreau d'Hembise (1831-1927)
                - Maurice de Peellaert (1861-1940) x Marie de Pierpont (1865-1944)
                  - Maxime de Peellaert (1891-1963), laatste mannelijke naamdrager, x Elisabeth Breydel (1907-1977)

                - René de Peellaert (1864-1927), voorzitter van Cercle Brugge x Juliette Arents de Beerteghem (1873-1918)
                  - Denise de Peellaert (1893-1989), laatste naamdrager de Peellaert, x Ferdinand Janssens de Bisthoven (1887-1963)

              - Leonie de Peellaert (1832-1919) x Emile de Maleingreau d'Hembise (1829-1905), raadslid van Sint-Kruis

            - Auguste de Peellaert (1793-1876), officier, kunstschilder
            - Henriette de Peellaert x Philippe Veranneman de Watervliet, burgemeester van Brugge

      - Anselme-Désiré de Peellaert (1702-1780), heer van Steenmaere, schepen en burgemeester van het Brugse Vrije, algemeen ontvanger, x Jeanne de Nieulant (1704-1771)
        -  Maximilien de Peellaert (1737-1823), schepen en burgemeester van het Brugse Vrije, x Elisabeth van Borsselen van der Hooghen (1745-1827)
          - Maximilien de Peellaert (1773-1855), officier in Oostenrijkse dienst, raadslid van Brugge x Thérèse van Caloen (1781-1841)